# Brest villamosvonal-hálózata
Brest villamosvonal-hálózata egy egy vonalból álló, 14,7 km hosszúságú villamoshálózat Franciaországban, Brestben. A villamosvonalon 20 Alstom Citadis 302 sorozatú modern alacsonypadlós villamos közlekedik, az áramellátás felsővezetékről történik, a vontatási feszültség 750 V egyenáram. A villamosüzem egy Y alakú vonalból áll, melyen 28 megálló található. A tervezett utasszám 50 000 fő/nap volt 2012-ben.

## Története
A város villamosüzeme 1898-ban indult meg és a második világháborúig üzemelt. A háborúban a várost lebombázták 1944-ben, így a villamosüzem is elpusztult. A háború után a villamosüzemet nem indították újra, helyette trolibuszok üzemeltek a városban 1947-től. Később ezeket dízelüzemű buszok váltották le. A gondolat, hogy ismét legyen villamos, 1984-ben született meg, de hosszú időnek kellett eltelnie ahhoz, hogy az álom valósággá váljon. Az új, modern villamosüzem 2012. június 23-án indult meg, 68 évvel a régi üzem megszűnése után.

## Képek

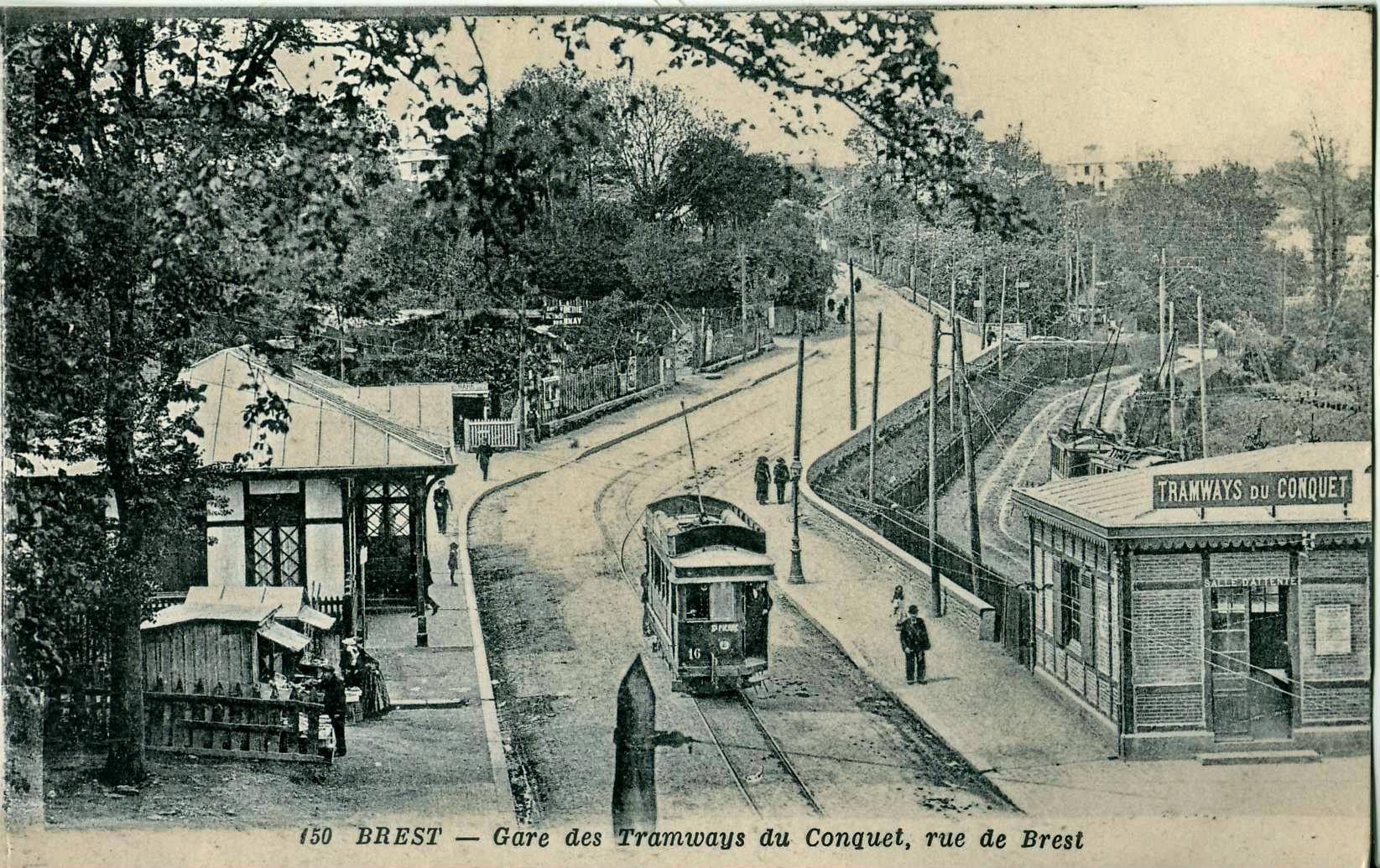
Az egykori bresti villamos
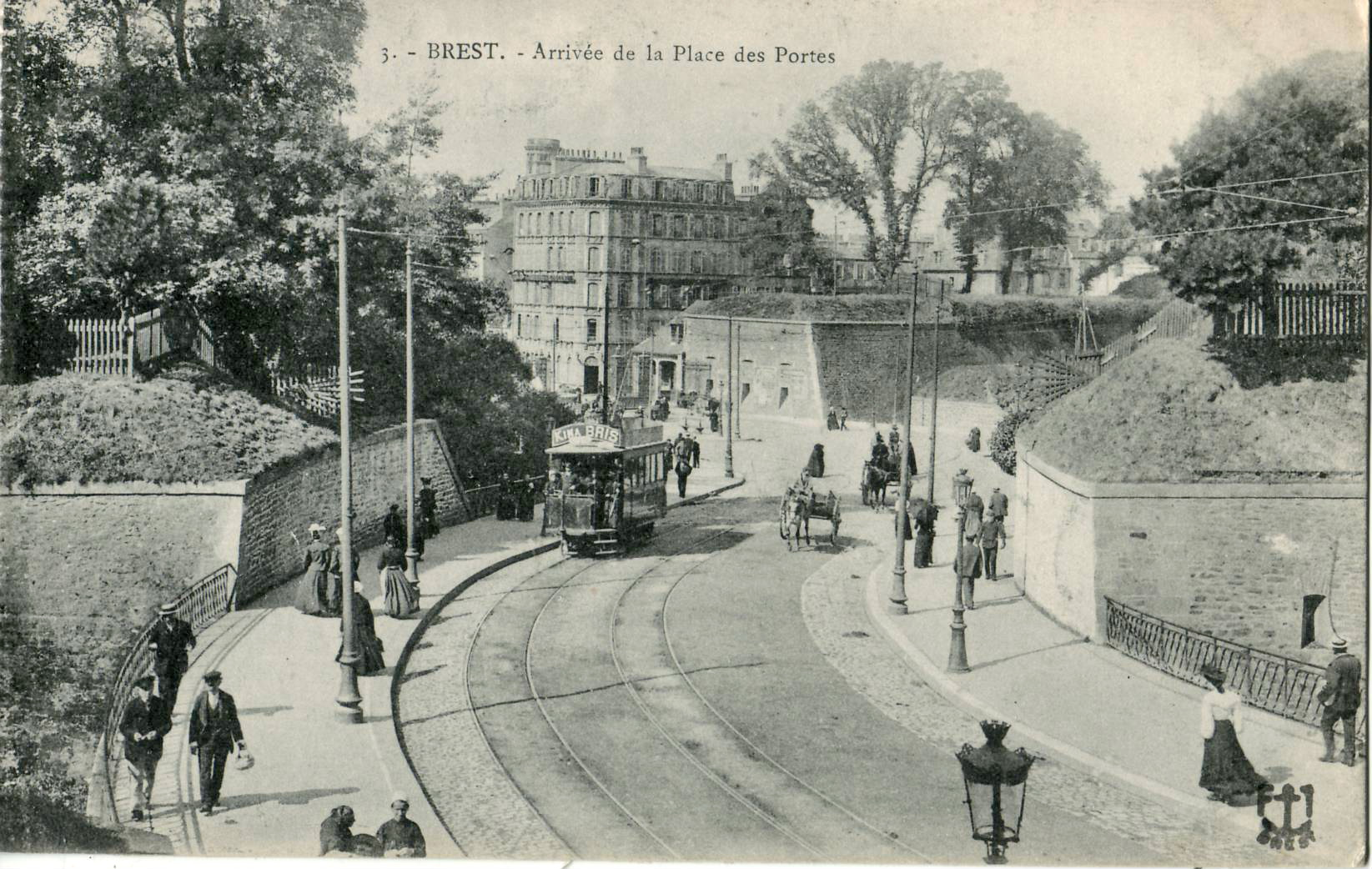
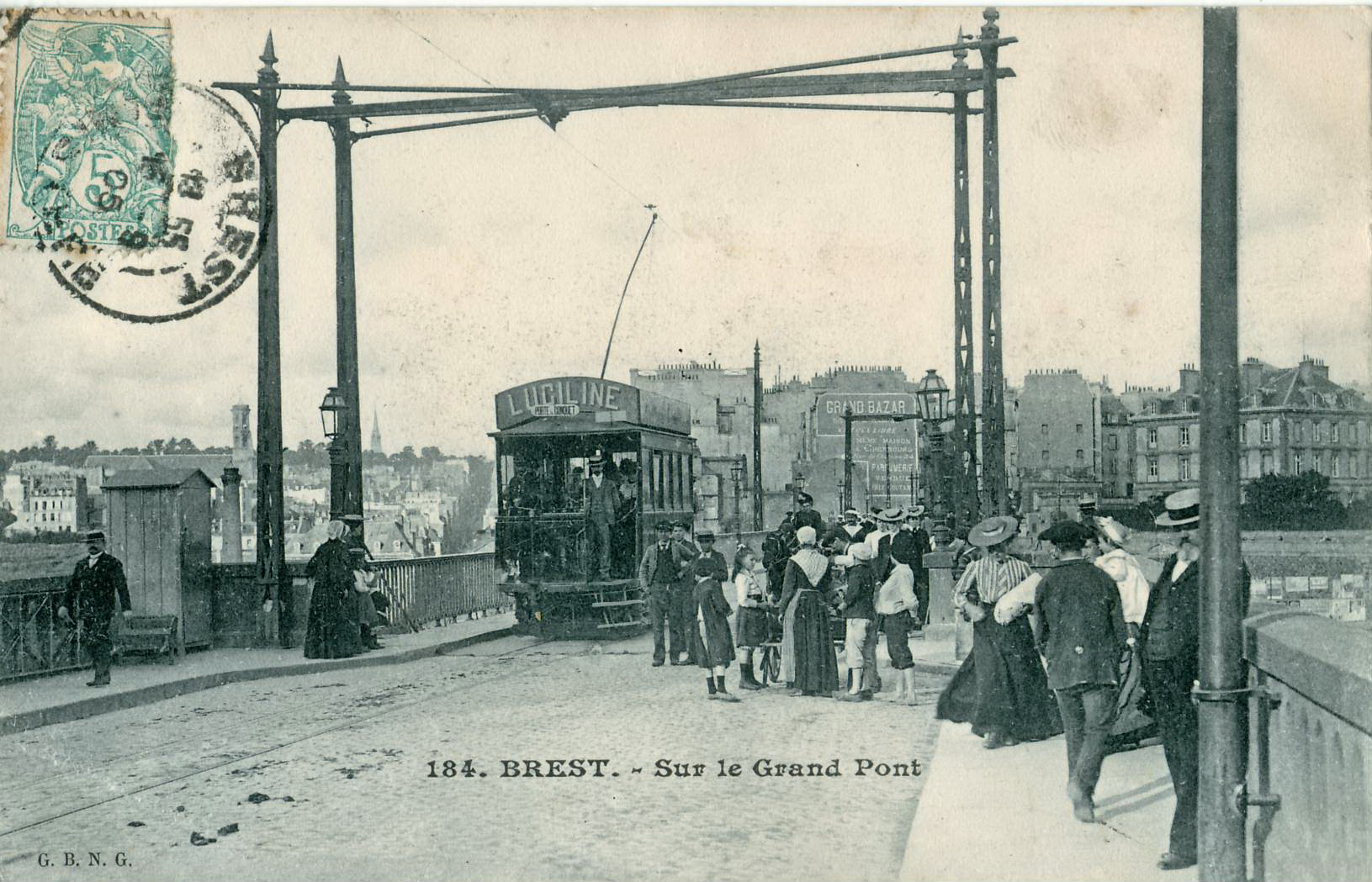
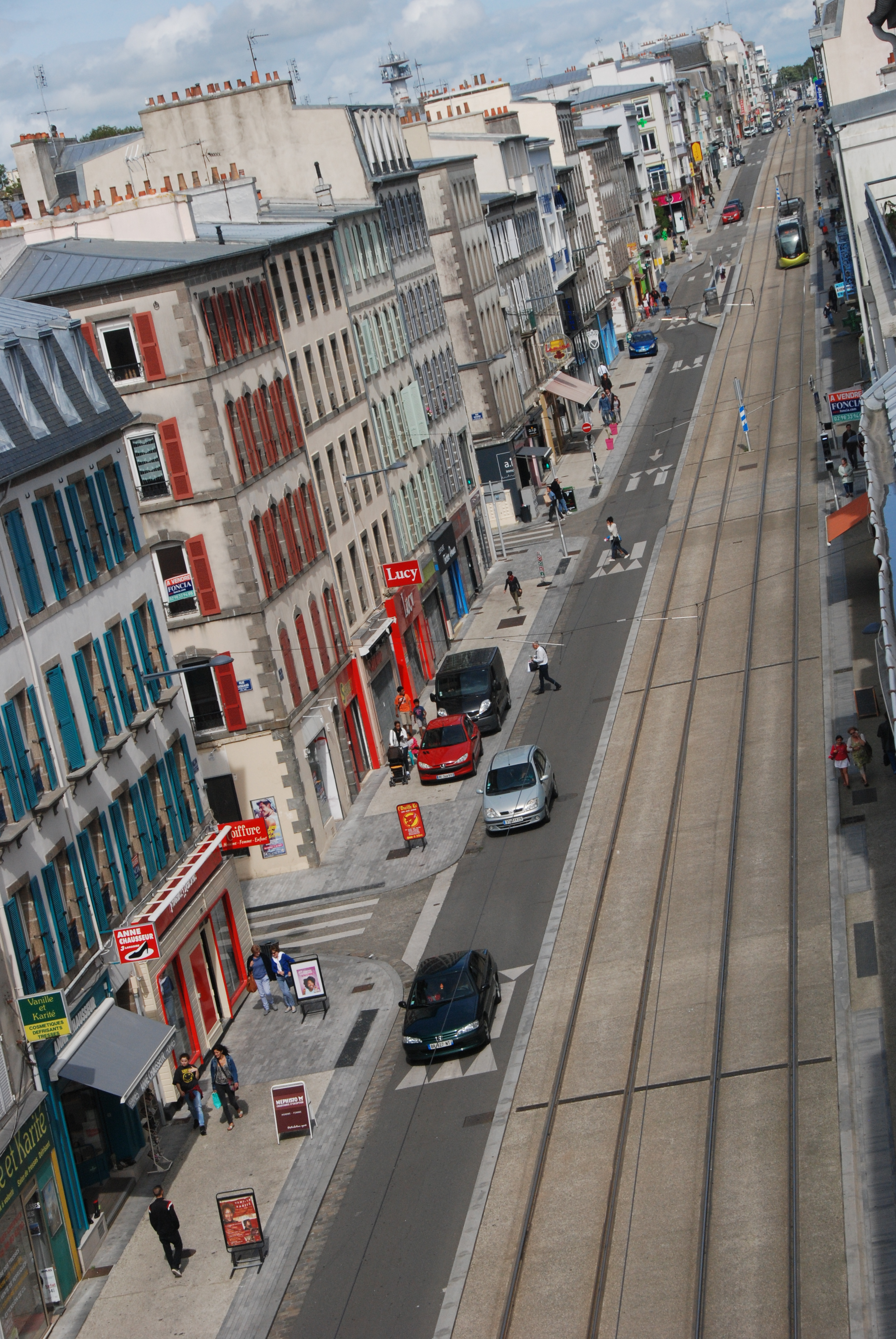
Villamossínek a Rue Jean Jaurès nevű úton
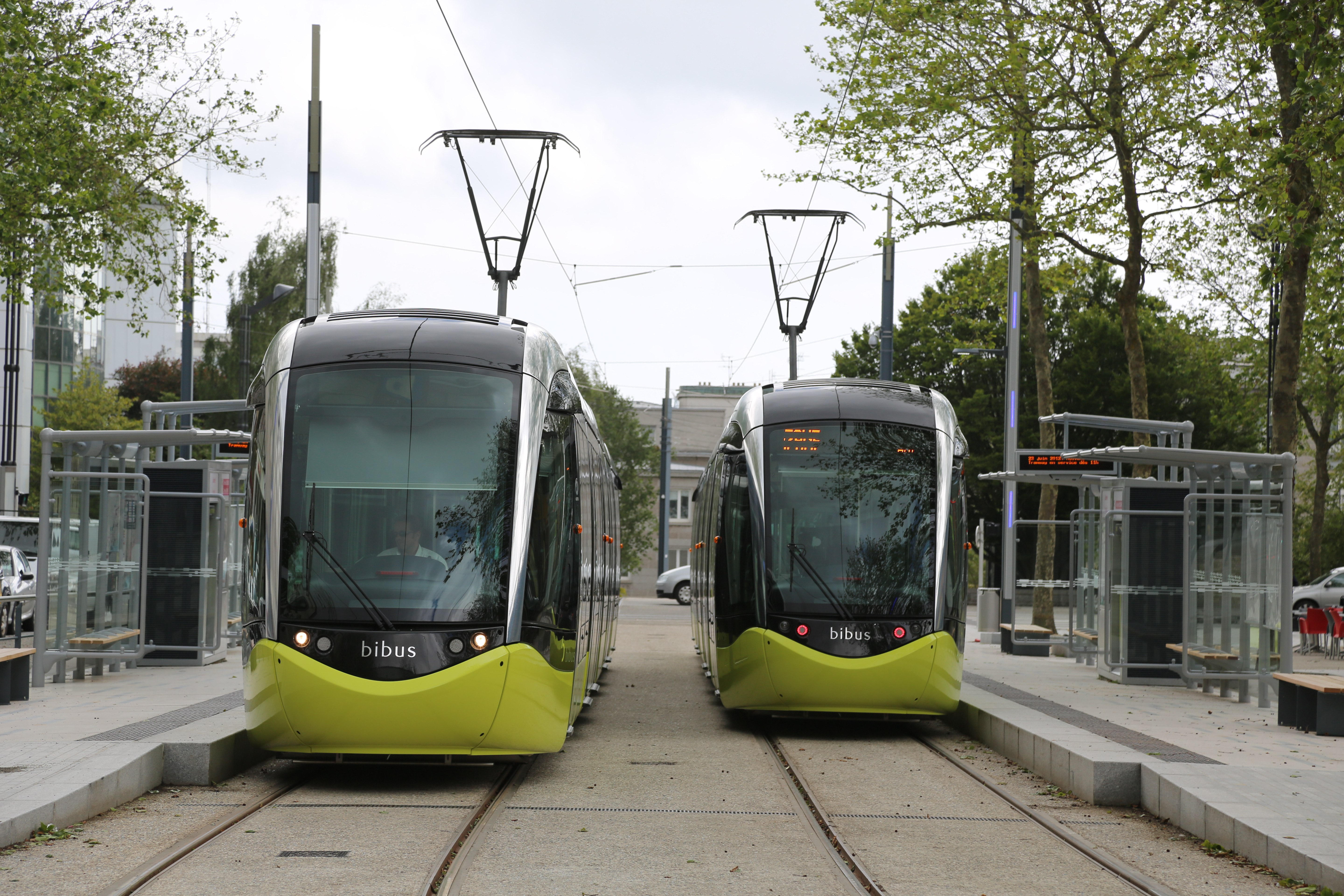
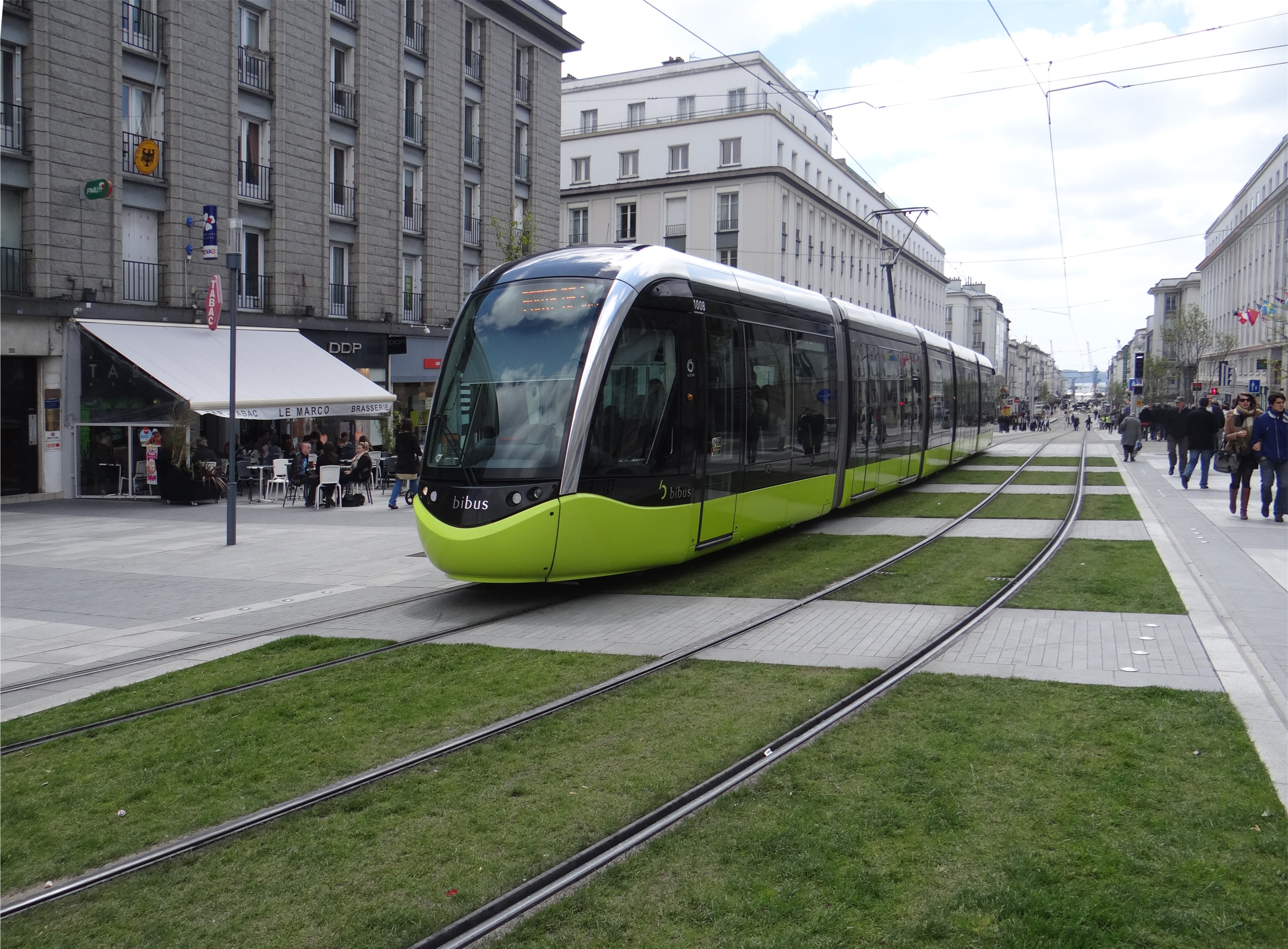
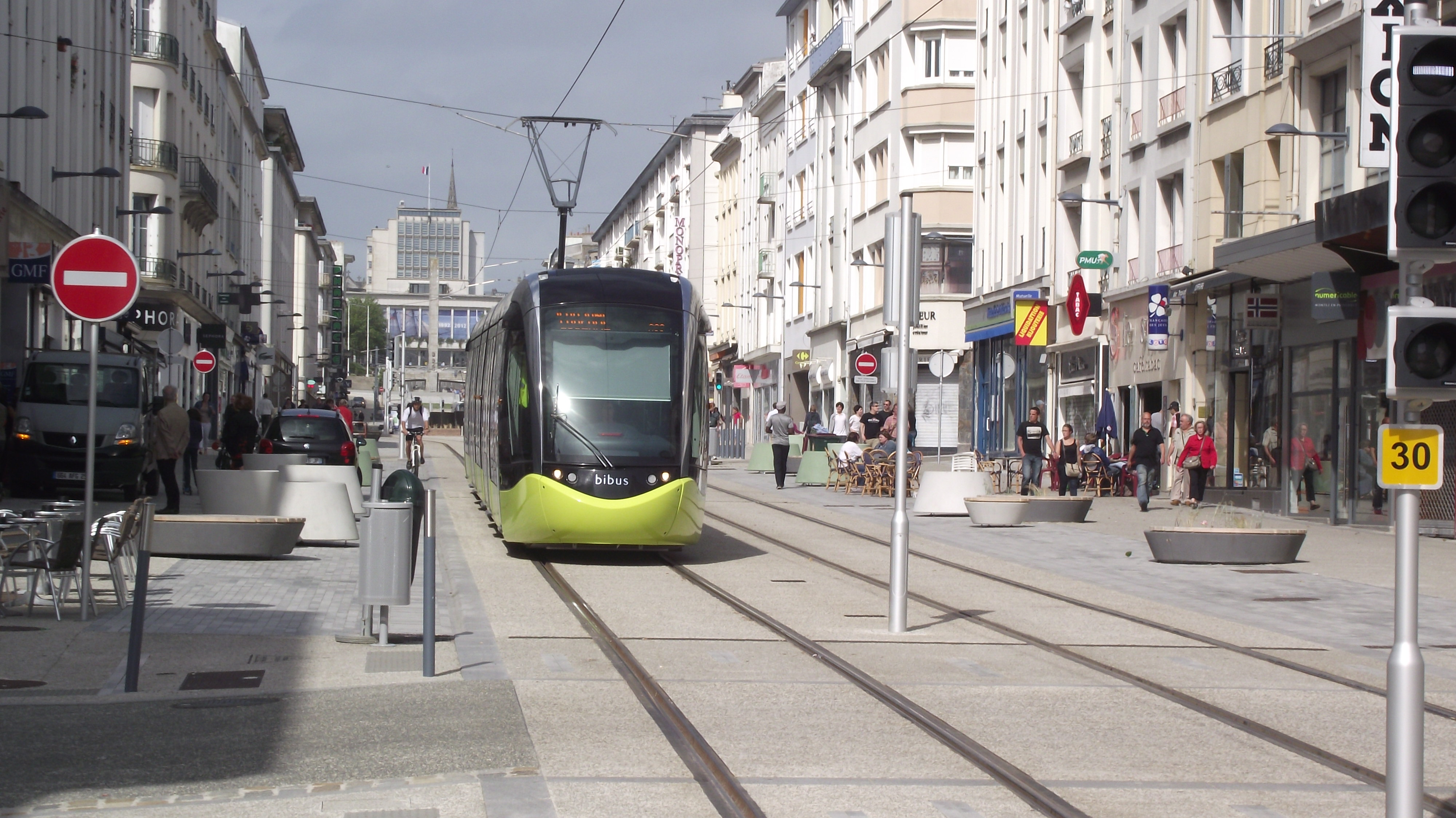
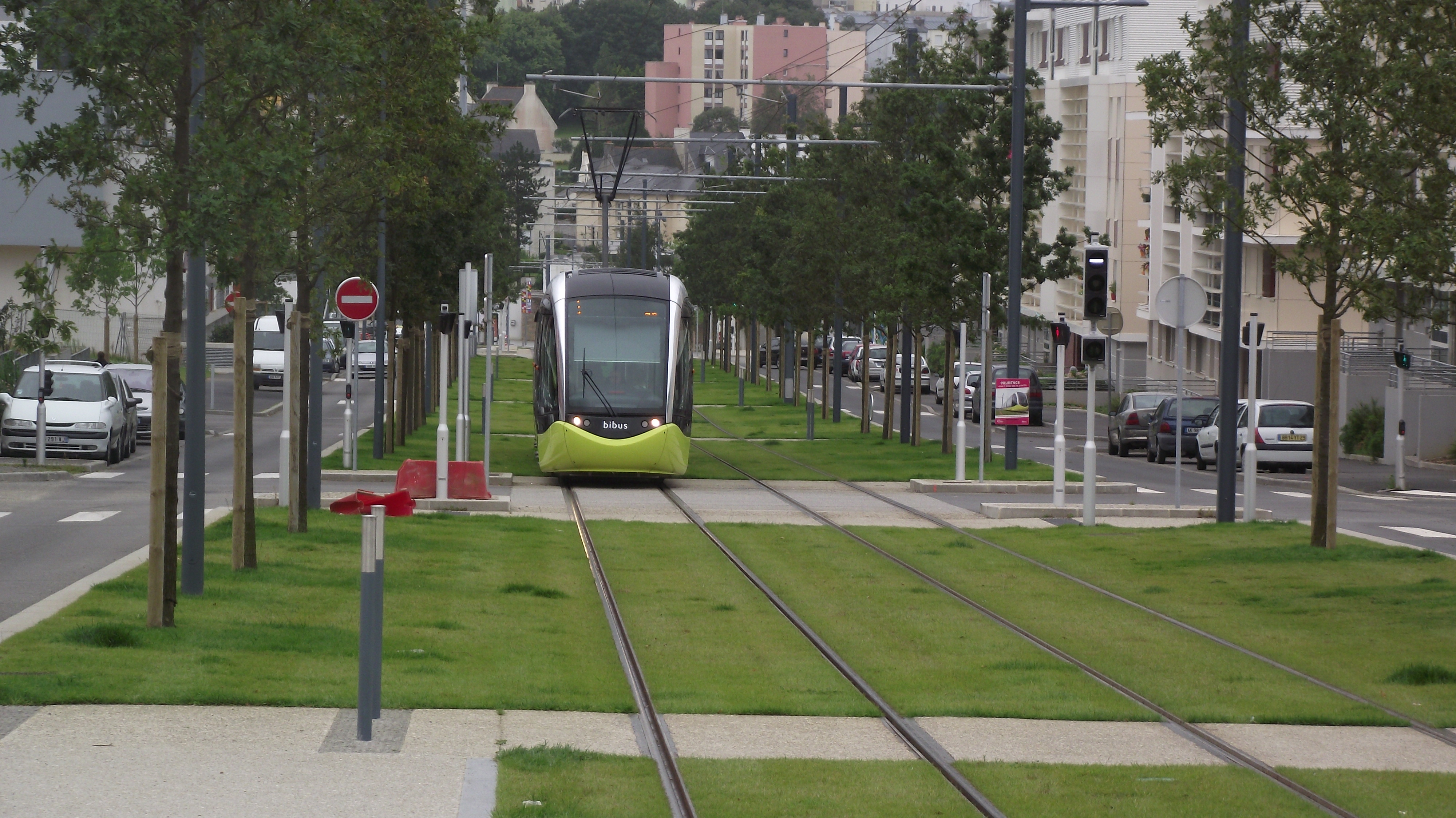
Füvesített villamospálya Brestben
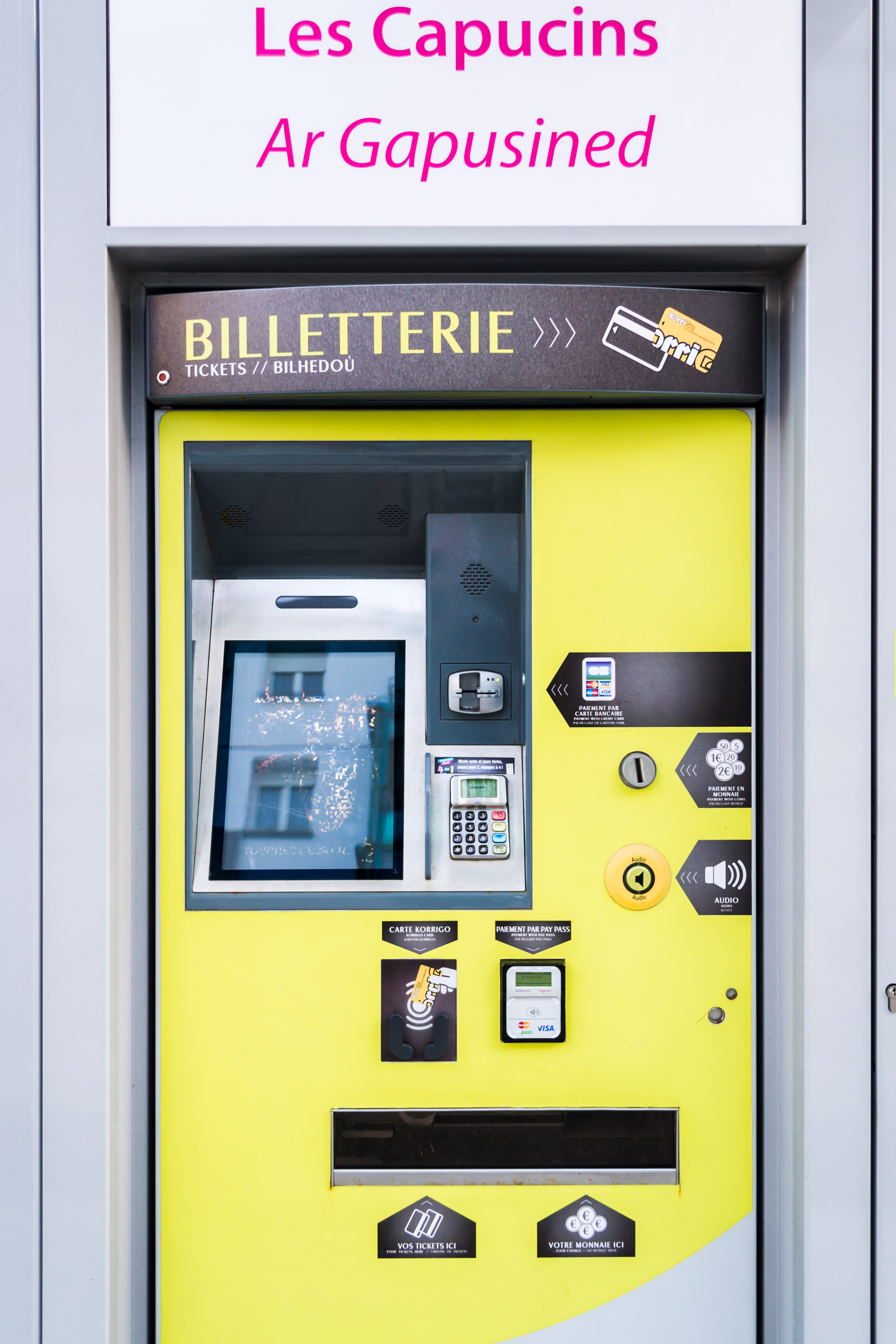
Jegykiadó automata